# Warande (park in Helmond)
De Warande is een voormalig natuurgebied en jachtterrein in het westen van Helmond dat tegenwoordig een openbaar wandel- en recreatiepark is. Deel hiervan uitmakend is het dierenpark ten zuidoosten van de Warande – het voormalige Jan Visser Park – dat grotendeels gevestigd is op een terrein waarop eerder het landhuis Peapark stond. Tegenwoordig vormen beide terreinen een eenheid en aan de rand van het huidige park liggen nog steeds resten van het landhuis, in de vorm van grote betonblokken. Peapark was de woning van de textielfabrikant Piet de Wit en zijn gezin en heeft hier ongeveer tien jaar gestaan.

## Geschiedenis
De Warande was oorspronkelijk een warande: een gesloten jachtterrein dat toebehoorde aan de Heer van Helmond. De laatste heer van Helmond was Carel Frederik Wesselman. Hij en zijn nazaten bleven op het kasteel wonen toen de heerlijke rechten omstreeks het einde van de 18e eeuw werden afgeschaft en ontwikkelden zich onder meer tot ondernemers.
De huidige vorm van De Warande dateert van 1757 en is aangelegd op initiatief van Maximiliaan van Arberg. Een eikendreef voerde van De Warande naar het kasteel van Helmond en een deel van deze laan is er nog steeds. De oudste aanplant die tegenwoordig nog te vinden is stamt uit 1834, veel van de oudste bomen zijn van iets jongere datum, ongeveer 1850, en natuurlijk zijn er ook later veel bomen aangeplant.
In 1815 kreeg de familie Wesselman toestemming om op hun buitengebied een familiegraf in te richten. Zo is het grafeiland tot stand gekomen, waarop telgen van de families Wesselman en Carp begraven liggen. De Rhododendronpartijen op het Grafeiland en daarbuiten zijn ontworpen door de bekende parkarchitect Leonard Springer.
In 1914 werd de Villa Peapark gebouwd ten zuidoosten van De Warande, in opdracht van textielfabrikant Piet de Wit. Zijn te grootse bedrijfsvoering weerspiegelde zich ook in deze villa met grote tuin. Kortom, Toen hij in 1926 failliet ging, bleek de villa met omliggende grond jarenlang onverkoopbaar, totdat een lid van de rivaliserende familie Van Thiel het geheel voor een zacht prijsje kocht om het in eerste instantie te gebruiken als werkverschaffingsproject voor zijn arbeiders die  door een brand werkeloos geworden waren. Deze sloopten de villa in 1928 grotendeels handmatig, maar de genie moest er aan te pas komen om de zware funderingen op te blazen.
De Gemeente Helmond kocht De Warande en Peapark in 1929.
In 1691 gaf de heer van Helmond toestemming aan een zekere Joost Willem om als kluizenaar op De Warande te leven. Iets dergelijks kwam in die tijd wel vaker voor. Na verloop van tijd kwamen er particulieren in de kluis te wonen, die deze woning verbouwden en uitbreidden. Van 1934 tot 1951 werd de kluis verhuurd onder voorwaarde dat er een café-restaurant in zou worden geëxploiteerd. In 1935 werd dan ook een theeschenkerij met kinderspeeltuin geopend onder de naam De Kluis. In 1937 kwam er een hertenparkje bij. Sinds de tweede helft van de 20e eeuw liep de zaak niet goed en in 1961 werd De Kluis afgebroken om plaats te maken voor Restaurant De Hoefslag, dat later omgedoopt is in De Warande.
In 1980 werd de bostuin, de voormalige gemeentelijke kwekerij, aan De Warande toegevoegd. Hier zijn een aantal opmerkelijke bomen te vinden. In 1995 schonk Carnavalsvereniging de Keiebijters een groot aantal bijzondere eikensoorten. Het bos wordt nu ook wel het keiebijtersbos genoemd.

## Locatie
Het park wordt omgeven door drie grote wegen: de Aarle-Rixtelseweg, de Jan van Brabantlaan en de President Rooseveltlaan, ook wel de Goudkust van Helmond genoemd, omdat hier vanouds de fabrikanten woonden. De omliggende wijk draagt tegenwoordig de naam 'Warande' en is vernoemd naar het park.

## Park
Het hertenkamp bestaat uit een grote weide met tal van diersoorten, waarvan de Kafferbuffels de opmerkelijkste zijn. In deze weide liggen de brokstukken van Peapark, waar nu de klimgeiten gebruik van maken. Daarnaast is er een grote vijver met fontein en een modern muziekpodium waar in de zomer gratis concerten worden gegeven, met name van harmonieorkesten, koren en dergelijke. Hier vindt men ook de beeld- en poëzieroute die in 2000 tot stand kwam en waar fraaie bronzen beelden en bijzondere gedichten samengaan. De deuvenvilla, een grote houten duiventil in de vorm van de romp van een standerdmolen, kwam in 2008 gereed.

## Natuur
De Warande ligt aan de oostzijde van het dal van de Goorloop. Mede daardoor is een deel van het gebied enigszins moerassig. Andere gedeelten zijn droger.
De Warande is een landgoed met een afwisselend hoog opgaand eikenbos en een flora die zeldzaam is in dit gebied. Men vindt er onder andere Muskuskruid, Heksenkruid en Boskortsteel. Er zijn eikenlanen en hier en daar vindt men er ook beukenbestanden. Dit is in het bijzonder het geval op de Beukenberg, een heuvel van enkele meters hoog. Hoewel de meeste beuken van omstreeks 1850 verloren zijn gegaan zijn er nog enkele imposante exemplaren te vinden.

## Bostuin
De Bostuin is in 1980 bij het landgoed gevoegd. Enkele zeldzame bomen die tot de voormalige gemeentelijke kwekerij behoorden zijn er te vinden, zoals enkele Metasequoia's en een Vaantjesboom. Sedert 1995 is er ook een verzameling Eiken geplant.

## Recreatie
Op de plaats van de voormalige theeschenkerij is sinds de jaren zestig een restaurant. Daarnaast is er een paviljoen waar men drank en versnaperingen kan krijgen. Hier vindt men ook een midgetgolfbaan en een speeltuintje.

## Grafeiland

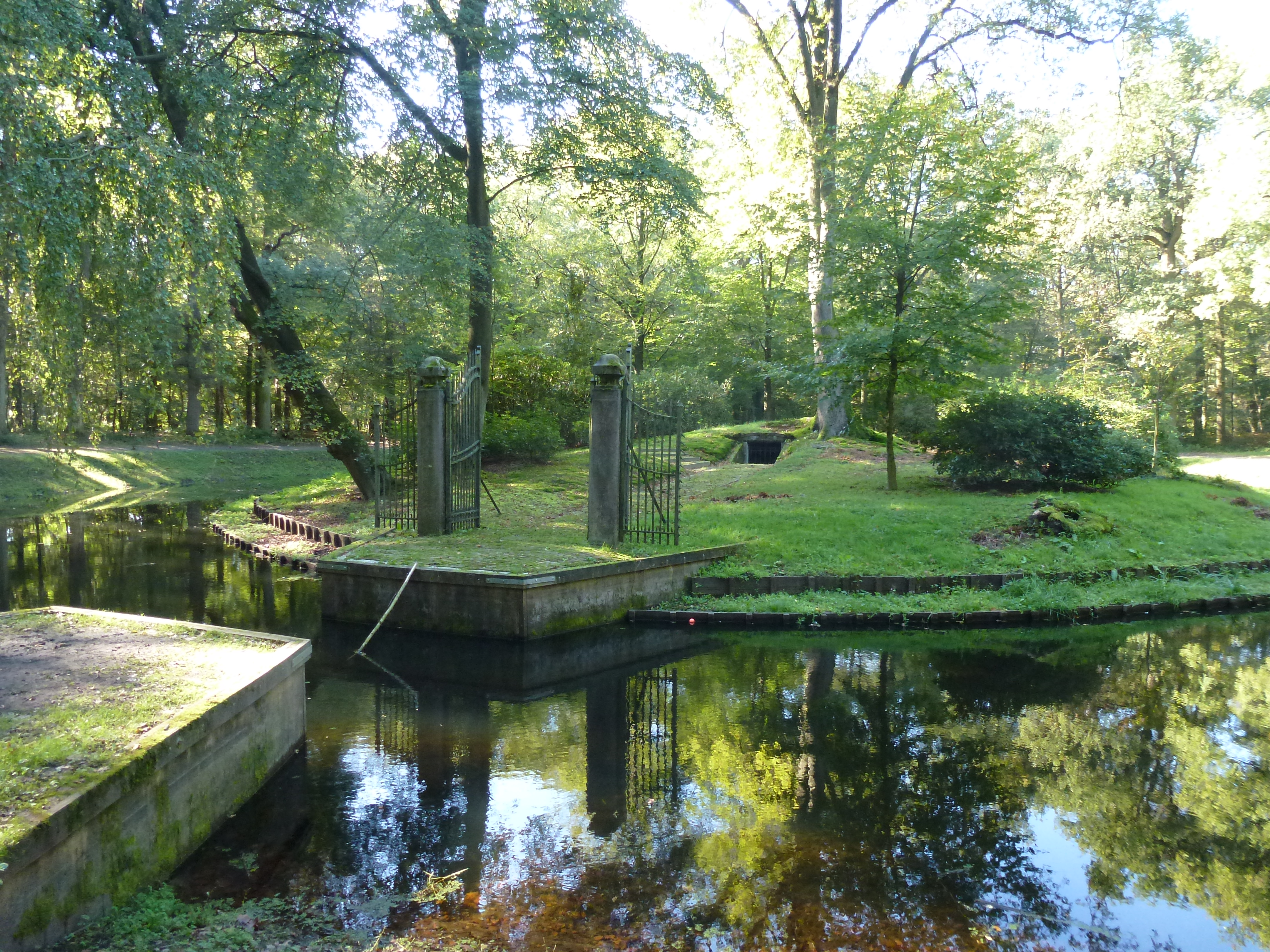
Het grafeiland van de familie Wesselman, midden in de Warande

Midden in het landgoed De Warande ligt het familiegraf van de families Wesselman en Carp op een door een gracht omringd eilandje. Er bevindt zich daar een grafkelder en daaromheen zijn een aantal zerken te vinden. Toen de gemeente dit alles in 1929 aankocht, nam ze de zorgplicht voor de graven over. In 2003 werd het eiland gerestaureerd. De gracht werd toen uitgediept en het eiland was toen niet langer meer toegankelijk voor het publiek, zodat de rust er niet meer verstoord zou worden. Een opvallende boom op het eiland is een oude treurbeuk. Het grafeiland is een gemeentelijk monument.